# براد ديفيس (لاعب دوري الرغبي)
براد ديفيس (بالإنجليزية: Brad Davis)‏ هو لاعب دوري الرغبي أسترالي، ولد في 30 أبريل 1982 في تامورث في أستراليا.